# Jouy-sur-Eure
Jouy-sur-Eure is een gemeente in het Franse departement Eure (regio Normandië) en telt 545 inwoners (1999). De plaats maakt deel uit van het arrondissement Évreux.

## Geografie
De oppervlakte van Jouy-sur-Eure bedraagt 9,9 km², de bevolkingsdichtheid is 55,1 inwoners per km².
De onderstaande kaart toont de ligging van Jouy-sur-Eure met de belangrijkste infrastructuur en aangrenzende gemeenten.

## Demografie
Onderstaande figuur toont het verloop van het inwonertal (bron: INSEE-tellingen).